# Kaltenbach TG
| TG ist das Kürzel für den Kanton Thurgau in der Schweiz. Es wird verwendet, um Verwechslungen mit anderen Einträgen des Namens Kaltenbach zu vermeiden. |

Kaltenbach ist eine ehemalige Ortsgemeinde und eine Ortschaft der Gemeinde Wagenhausen des Bezirks Frauenfeld im Kanton Thurgau in der Schweiz.
Von 1838 bis 1995 war Kaltenbach eine Ortsgemeinde der Munizipalgemeinde Wagenhausen, davor bildete es einen Teil der Gemeinde Wagenhausen.
Am 1. Juni 1995 fusionierte die Ortsgemeinde Kaltenbach zur politischen Gemeinde Wagenhausen.

## Geographie
Die Ortschaft Kaltenbach umfasst das Dorf Kaltenbach und die Weiler Bleuelhausen sowie Etzwilen und liegt am nördlichen Hangfuss des Stammerbergs südwestlich von Stein am Rhein.

## Geschichte

Kaltenbach und dahinter der Weiler Bleuelhausen im Jahr 1959

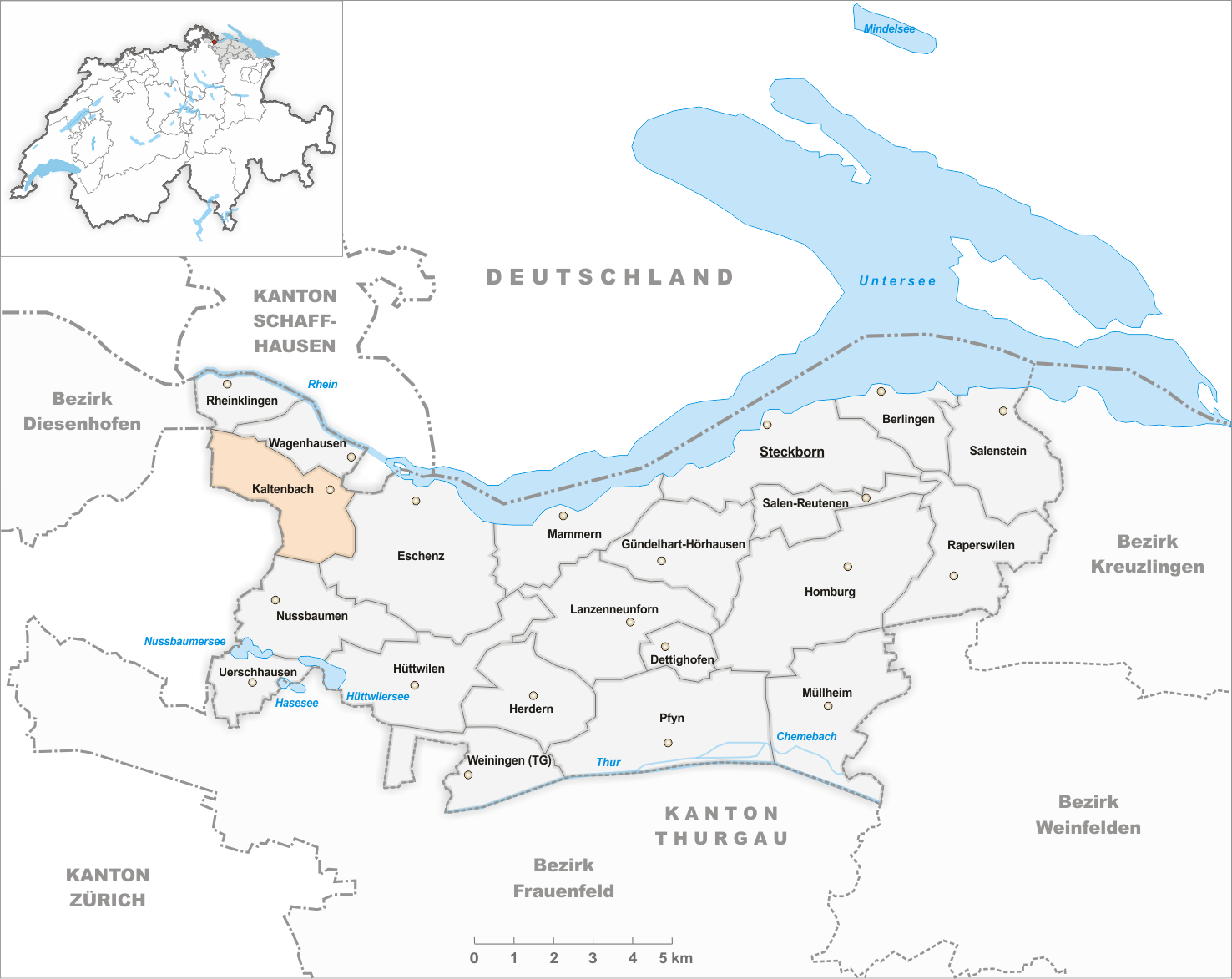
Gemeindestand vor der Fusion im Jahr 1995

Vor 1300 wird der Ort als Kaltenbach urkundlich erwähnt, der Weiler Bleuelhausen bereits 799 (?) als Pluwileshusirum. Kaltenbach unterstand der Herrschaft Wagenhausen, die von 1596 bis 1798 der Stadt Stein am Rhein gehörte. Offnungen datieren von 1491 bzw. 1552. Kirchlich zählte das mehrheitlich reformierte Kaltenbach stets zur Pfarrei Burg (Stein am Rhein).
Im 19. Jahrhundert wurden in Kaltenbach neben Getreide auch Obst und Hanf angebaut und Mühlen betrieben. Der einst verbreitete Rebbau wurde im 20. Jahrhundert aufgegeben, und nach 1950 ging auch der Ackerbau zurück. In den letzten Jahren siedelten sich einige Industrie- und Gewerbebetriebe an, die heute zusammen mit den in jüngster Zeit entstandenen Einfamilienhäusern das Ortsbild prägen.
→ siehe auch Abschnitt Geschichte im Artikel Etzwilen

## Bevölkerung
| Jahr         | 1850  | 1900  | 1950  | 1990  | 2000  | 2010  | 2018  | 2023  |
| Ortsgemeinde | 550   | 496   | 562   | 690   |       |       |       |       |
| Ortschaft    | [ 3 ] | [ 3 ] | [ 3 ] | [ 3 ] | 446   | 532   | 674   | 713   |
| Quelle       | [ 3 ] | [ 3 ] | [ 3 ] | [ 3 ] | [ 4 ] | [ 5 ] | [ 2 ] | [ 6 ] |

Von den insgesamt 713 Einwohnern der Ortschaft Kaltenbach am 31. Dezember 2023 waren 166 bzw. 23,3 % ausländische Staatsbürger. 272 (38,1 %) waren evangelisch-reformiert und 121 (17,0 %) römisch-katholisch.

## Sehenswürdigkeiten

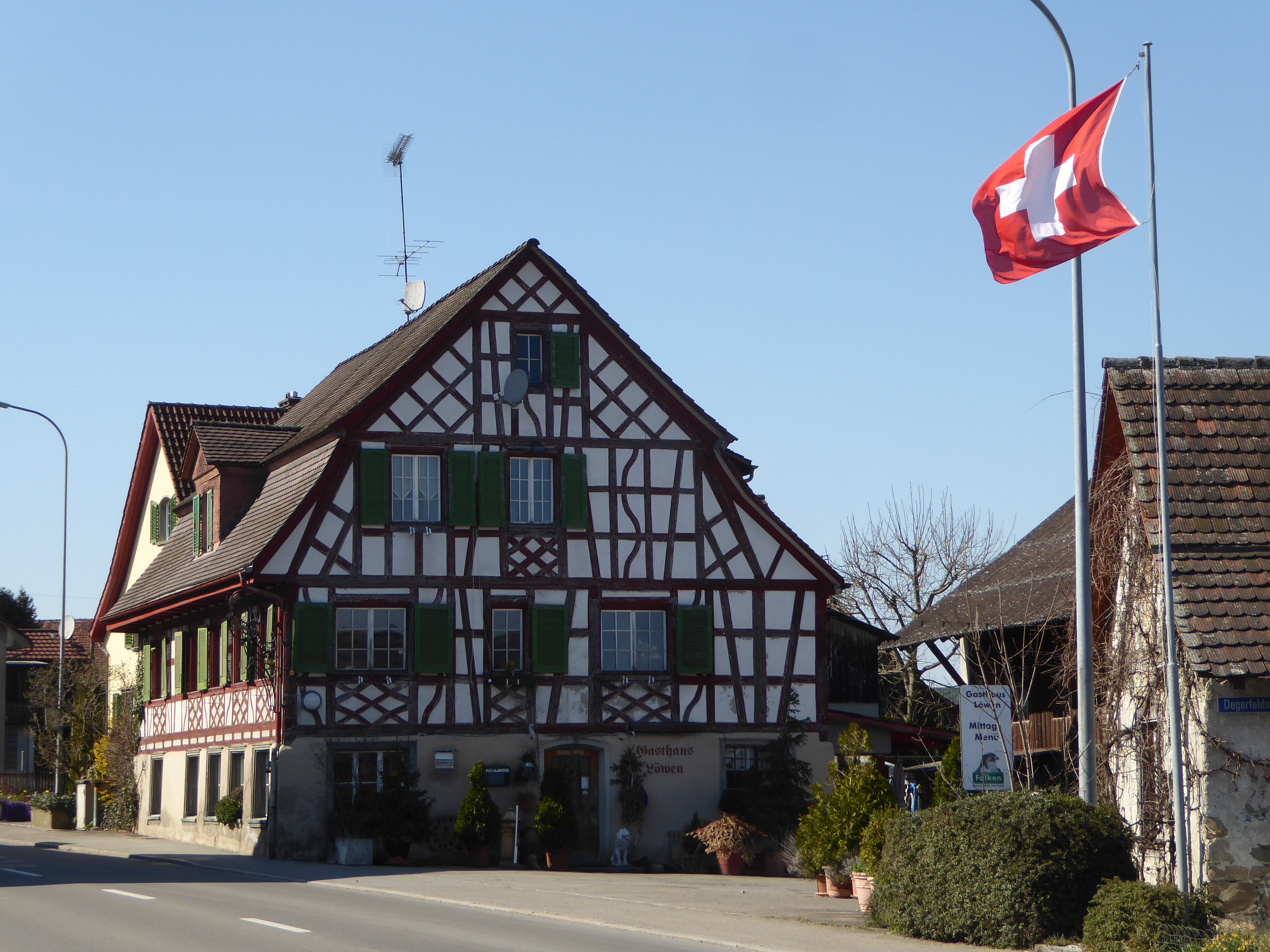
Gasthaus Löwen

Die Obere Mühle und die alte Sägerei sind in der Liste der Kulturgüter in Wagenhausen aufgeführt.

## Persönlichkeiten
- Fritz Schär (1926–1997), Radrennfahrer
- René Isler (* 1959), Politiker (SVP) und Polizist